# Бойцун, Марко
Марко Бойцун (англ. Marko Bojcun; 21 марта 1951, Австралия — 11 марта 2023, Лондон) — британский экономист и политолог украинского происхождения, историк рабочего движения и левый активист социалистических взглядов.

## Биография
Родился в Австралии 21 марта 1951 года в семье галицких эмигрантов (его отец был бывшим сотником дивизии оружия СС «Галичина», устроившимся работать на железную дорогу, а затем на завод; уже в Канаде его выгонят из газеты бандеровской эмиграции за отказ доносить на сына левых взглядов). В 1968 году семья переехала в Канаду, где Марко получил высшее образование. В конце концов, он осел в Великобритании в 1986 году.
Марко Бойцун изучал историю и политологию в университетах Торонто (BA 1973), Глазго (M.Litt 1977) и Йорке, Канада (PhD, 1985). Диссертации были посвящены новейшей украинской истории и советской политике. На основе докторской диссертации на тему «Рабочий класс и национальный вопрос в Украине: 1880—1920» подготовил свою основную книгу, изданную в 2021 году на украинском и английском языках.
Был активным участником и организатором украинского студенческого движения в Канаде, которое на волне протестов 1968 года приобрело отчётливо левый характер. Первая его акция была протестом перед консульством США в Торонто против Вьетнамской войны и расстрела студентов в Кентском университете.
В 1970-х годах основал в Канаде первые публичные комитеты защиты политзаключённых в СССР. Контактировал с диссидентскими движениями, отправлял в Восточную Европу запрещённую литературу. В 1975—1985 годах принимал участие в издании журнала «Діялог», лозунгом которого было «За социализм и демократию в самостоятельной Украине». К этому кругу также принадлежали Богдан Кравченко, Роман Сенкусь, Галина Фриланд, Джон-Пол Химка, Кристина Хомяк, Мирослав Шкандрий.
Бойцун участвовал в международном троцкистском движении, был членом канадской секции Четвёртого интернационала до 1982 года, когда покинул её из-за отсутствия однозначного осуждения советского вторжения в Афганистан.
Во второй половине 1980-х активно участвовал в обсуждениях по вопросам реформ и возможного распада Советского Союза в британской печати, на радио и телевидении. Снимал документальные фильмы для британского телевещания о Чернобыльской катастрофе, Народном рухе Украины, раскопках захоронений жертв НКВД на территории Замарстыновской тюрьмы во Львове. С 1991 года изучал эволюцию украинского государства, переход стран Восточной Европы к капитализму, социальные последствия рычночных трансформаций и расширение Европейского Союза. Неоднократно приезжал в Украину, курировал проекты по подготовке госслужащих Украины к деятельности в вопросах евроинтеграции.
20 лет работал в университетах Лондона. Стал первым преподавателем британских университетов, читающим курс истории Украины как отдельный предмет (в Школе славянских и восточноевропейских исследований Лондонского университета). Был профессором политологии Восточной Европы Университета Нью-Йорка в Лондоне, старшим преподавателем факультета юриспруденции, управления и международных отношений, директором Украинского центра Лондонского столичного университета.
С 2014 года принимал участие в Ukraine Solidarity Campaign — движении солидарности британских левых и профсоюзных активистов с украинским рабочим движением и правом Украины на самоопределение в условиях российской агрессии.
Умер 11 марта 2023 года в Лондоне от рака.

## Основные публикации
Книги
- Viktor Haynes, Marko Bojcun. The Chernobyl Disaster. — London: The Hogarth Press Ltd., 1988, 208 p.
- Ukraine and Europe: a difficult reunion. — London: Kogan Page, 2001, 64 p.
- East of the Wall. — CreateSpace Independent Publishing Platform, 2015, 74 p.
- Towards a Political Economy of Ukraine: Selected Essays 1990-2015 (Ukrainian Voices). — Stuttgart: Ibidem-Verlag, 2020. — 296 p.
- The Workers’ Movement and the National Question in Ukraine, 1897—1918. — Leiden: Brill (Historical Materialism Book Series, Volume 229), 2021, 404 p.
  - Робітничий рух і національне питання в Україні: 1880—1918 Архивировано 15 февраля 2022 года. / Пер. з англ. Максима Казакова та Лесі Бідочко. — Київ: Rosa-Luxemburg-Stiftung в Україні; ФОП Маслаков, 2020. — 580 с.

Научные статьи
- The Ukrainian Parliamentary Elections of March-April 1994 // Europe-Asia Studies, Vol 47:2 (1995)
- Leonid Kuchma’s Presidency in its first year // Journal of Ukrainian Studies, Vol 1-2 (1995)
- The Ukrainian Economy since Independence // Working Papers in Ukrainian Studies, Vol. 1 (1999)
- Approaches to the Study of the Ukrainian Revolution 1917-21 // Journal of Ukrainian Studies, Vol 24:1 (1999)
- Ukraine in the World Economy // Вісник Харківського національного університету ім. В. Н. Каразіна «Світ-системна теорія і сучасні глобальні трансформації (філософія, політологія, соціологія)». — 2000. — № 487. — С. 109—117
- Where is Ukraine? Civilisation and Ukraine’s Identity // Problems of Post Communism, Vol. 48:5, pp. 42-51 (September-October 2001)
- Russia, Ukraine and European Integration // European University Institute Working Paper HEC No. 2001/4, EUI (San Domenico Italy, 2001) 22 pp.
- Ukraine and European Integration // Journal of Ukrainian Studies, Vol. 26:1-2, 2001, pp. 271—286.
- The European Union’s perspective on the Ukrainian-Russian border // Українсько-російське порубіжжя: формування соціального простору в історії та сучасній політиці. Київ: Інститут Кеннана; Стилос, 2003. pp. 17-33.
- Trade, investment and debt: Ukraine’s integration into world markets // Neil Robinson (ed). Reforging the weakest link: global political economy and post-Soviet change in Russia, Ukraine and Belarus, Aldershot: Ashgate, 2004.
- Ukraine: Beyond postcommunism // Debatte: Journal of Contemporary Central and Eastern Europe, Volume 13, 2005, Issue 1
- The International Economic Crisis and the 2010 Presidential Elections in Ukraine // Journal of Communist Studies and Transition Politics, Volume 27, 2011, Issue 3-4
- Origins of the Ukrainian Crisis // Critique: Journal of Socialist Theory, Volume 43, 2015, Issue 3-4.
- Стратегія розвитку і режим накопичення: повернення капіталізму до України Архивировано 16 марта 2015 года. // Спільне. — 2014. — № 7.
- Причини української кризи Архивировано 6 апреля 2016 года. // Спільне. — 15.03.2016

Интервью
- Заробітчани відшкодовують мільярди, які з країни вивозять олігархи Архивировано 10 марта 2016 года.
- Марко Бойцун: В Украине неизбежно воскреснет рабочее движение Архивировано 21 мая 2018 года. // Спільне. — 08.04.2011.
- Марко Бойцун: «Ми перейшли від українського націоналізму до радикального соціалізму, деякі з нас — і до троцькізму» // Спільне. — 2017. — 13 декабря.